# Ганюки
Ганюки (Ганюкова) — деревня в Карачевском районе Брянской области, в составе Бошинского сельского поселения. 

Расположена в 5 км к юго-востоку от села Бошино, примыкала с запада к бывшей деревне Каталанова. 
 Население — 2 человека (2010).

## История
Упоминается с XVIII века; бывшее владение Хотяинцевых, позднее Дубровольского; состояла в приходе села Уткино.
До 1929 года входила в Карачевский уезд (с 1861 — в составе Бошинской волости, с 1924 в Вельяминовской волости). 
 С 1929 в Карачевском районе; до 2005 года входила в состав Петровского (ранее — Уткинского) сельсовета.

## Население
| Годы      | 1926 | 1979 | 1989 | 2002 | 2010 |
| --------- | ---- | ---- | ---- | ---- | ---- |
| Население | 60   | 23   | 13   | 2    | 2    |